# Michael Stausberg
Michael Stausberg, född 28 april 1966 i Köln, är en tysk professor i religionshistoria, iranist och en av världens ledande experter på zoroastrismen. Han doktorerade 1995 vid universitetet i Bonn och är sedan 2004 professor i religionshistoria vid universitetet i Bergen. Mellan åren 1996 och 2000 var han Feodor-Lynen-Research-Fellow vid Uppsala universitet.
Till hans främsta böcker hör Zarathustra und seine Religion (München: C.H. Beck, 2005) som kom ut 2005 i svensk översättning, Zarathustra och zoroastrismen (Nora: Nya Doxa).